# Motocròs Ciutat de Manresa
El Motocròs Ciutat de Manresa, conegut també simplement com a Motocròs de Manresa, fou una competició de motocròs que es disputà anualment entre 1959 i 1970 a Manresa o alguna població de la rodalia. Organitzada pel Biela Club Manresa, la prova era puntuable per als Campionats de Catalunya i d'Espanya de motocròs i formava part del grup de curses d'elit del calendari català d'aquesta modalitat, al costat del Motocròs d'Esplugues, el Trofeu Ramon Monsonís de Montgai i el Gran Premi d'Espanya de 250cc, tres proves creades quan el Motocròs de Manresa ja feia anys que se celebrava.
La prova caigué en l'oblit durant la dècada de 1970 fins que, coincidint amb l'època d'èxits dels pilots locals Jordi i Toni Elías, durant la dècada següent Manresa tornà a acollir alguna cursa puntuable per al campionat estatal (entre d'altres, se n'hi organitzà una durant la temporada de 1981 i una altra durant la de 1983), per bé que ja no amb el nom de "Motocròs Ciutat de Manresa".

## Història
A començaments de la dècada de 1950, Manresa fou un dels focus principals d'introducció del motocròs a la península Ibèrica, juntament amb Vic i la zona del Vallès Oriental compresa entre Granollers i Martorelles. El 1959, amb aquesta disciplina ja prou arrelada al Principat, País Basc i el centre de Castella, es convocà el primer Campionat d'Espanya de motocròs a tres proves: Vitòria, Manresa i Madrid. La prova catalana del campionat l'organitzà el Biela Club Manresa (entitat amb tot just un any de vida en aquells moments), i d'ençà d'aleshores es repetí anualment fins al 1970 amb el nom de Motocròs Ciutat de Manresa. Durant tota aquesta època, la prova fou gairebé sempre puntuable per al campionat de Catalunya i per a l'estatal, fins que el 1965 esdevingué internacional i assolí força renom, aconseguint atraure pilots de primer ordre. Durant uns quants anys, a Manresa hi assistiren pilots destacats d'arreu d'Europa, entre els quals Emilio Ostorero, Fritz Betzelbacher, Marcel Wiertz i fins i tot un dels millors pilots de motocròs de tots els temps: Joël Robert, vencedor de l'edició de 1966, quan encara havia guanyat només el primer dels sis Campionats mundials que acumulà durant la seva carrera.
Un dels principals patrocinadors de la cursa al llarg de la seva història fou Pirelli, empresa que mantingué un important centre de producció a Manresa entre 1924 i 2009 i que aprofità l'esdeveniment per a promocionar els seus pneumàtics de motocròs, desenvolupats en col·laboració amb Montesa.

### Els circuits
El motocròs Ciutat de Manresa anà canviant d'escenari al llarg dels anys, tant dins del terme municipal de Manresa com a diverses poblacions dels voltants. Després d'una primera edició disputada al circuit de Puigberenguer, el 1960 es traslladà a un de nou muntat al barri del Guix, de 1.100 metres de longitud. L'any següent tornà a canviar d'emplaçament per anar a raure a un altre circuit, anomenat "El Mollet", també de 1.100 m i situat a la carretera de Bassella, a 5 quilòmetres de Manresa.

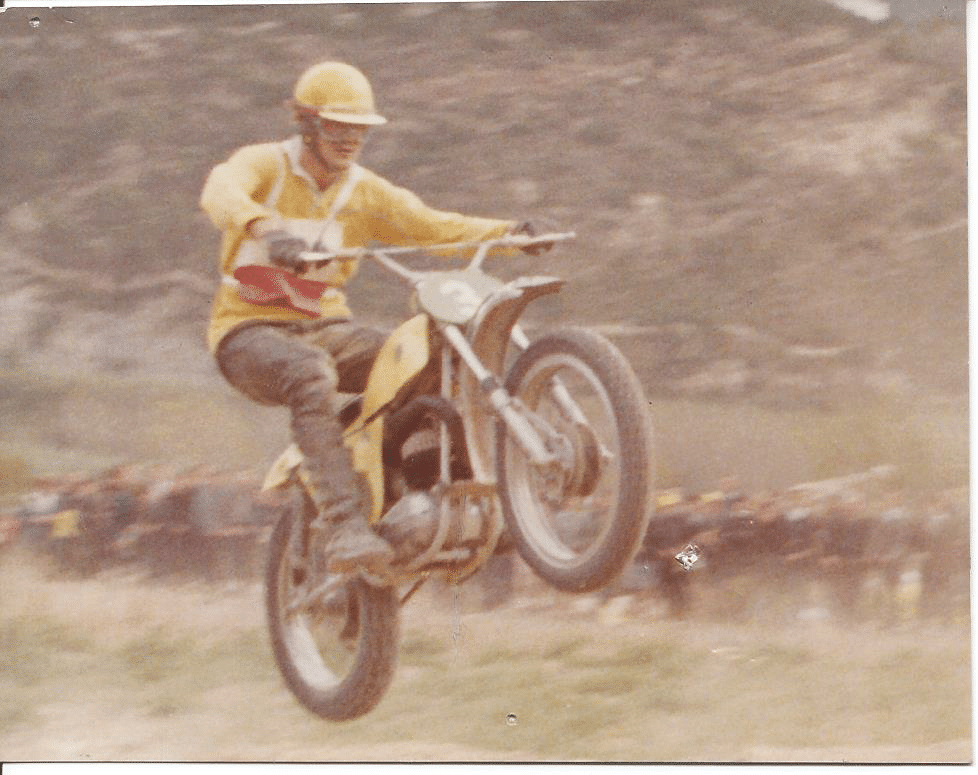
Oriol Puig Bultó amb una Bultaco Métisse al Motocròs de Manresa de 1966

D'ençà de 1962, l'esdeveniment passà a celebrar-se al circuit de Joncadella, a Sant Joan de Vilatorrada. El circuit era prop de la fita 5 de la carretera de Solsona (coneguda també com a carretera de Bassella) i feia 1.150 m de llarg. En aquest circuit, el 1962 s'hi aplegaren 15.000 espectadors per a presenciar una disputada cursa que acabà amb victòria d'Oriol Puig Bultó. Després d'un breu retorn a Puiberenguer el 1964, l'any següent la prova tornà a Sant Joan de Vilatorrada, en aquesta ocasió a un circuit de 950 m, per a hostatjar la primera edició internacional de l'esdeveniment.
L'any 1966, el de la recordada victòria de Joël Robert, la cursa es disputà al circuit Els Comtals, de 1.000 m, a 4 quilòmetres de Manresa. Fou a partir de l'any següent que el Motocròs Ciutat de Manresa s'ubicà definitivament al circuit Els Torrents, proper a Castellgalí, on romangué fins a la seva darrera edició.

### Les curses
Pel que fa a la competició pròpiament dita, l'esdeveniment constava d'una cursa principal, repartida en dues mànegues, reservada als pilots internacionals i als que estiguessin en possessió de la categoria federativa màxima (Sènior o Inter). A banda, es disputaven curses complementàries reservades a pilots de menys nivell (Júnior). Pel que fa a les cilindrades, cal dir que la prova principal es disputà gairebé sempre en la categoria dels 250cc, tret de la primera edició en què hi hagué dues proves de màxim nivell: fins a 250cc i superiors a 250cc. Les curses dels pilots Júnior es disputaven sovint en la cilindrada dels 125cc.

## Llista de guanyadors
| Edició | Any  | Data           | Circuit                  | Guanyador        | Motocicleta | Ref.   |
| ------ | ---- | -------------- | ------------------------ | ---------------- | ----------- | ------ |
| I      | 1959 | 4 d'octubre    | Puigberenguer            | Andreu Basolí    | Derbi       | [ 3 ]  |
| II     | 1960 | 2 d'octubre    | Barri del Guix           | Juan Elizalde    | OSSA        | [ 21 ] |
| III    | 1961 | 5 de novembre  | El Mollet                | Pere Pi          | Montesa     | [ 22 ] |
| IV     | 1962 | 12 d'octubre   | Joncadella               | Oriol Puig Bultó | Bultaco     | [ 15 ] |
| V      | 1963 | 12 d'octubre   | Joncadella               | Pere Pi          | Montesa     | [ 23 ] |
| VI     | 1964 | 25 d'octubre   | Puigberenguer            | Pere Pi          | Montesa     | [ 24 ] |
| VII    | 1965 | 24 d'octubre   | Sant Joan de Vilatorrada | Emilio Ostorero  | Husqvarna   | [ 25 ] |
| VIII   | 1966 | 6 de novembre  | Els Comtals              | Joël Robert      | ČZ          | [ 18 ] |
| IX     | 1967 | 15 d'octubre   | Els Torrents             | Marcel Wiertz    | Bultaco     | [ 26 ] |
| X      | 1968 | 19 de maig     | Els Torrents             | Francesc Lancho  | Montesa     | [ 20 ] |
| XI     | 1969 | 12 d'octubre   | Els Torrents             | Francesc Lancho  | Montesa     | [ 27 ] |
| XII    | 1970 | 20 de setembre | Els Torrents             | Jesús Sáiz       | Bultaco     | [ 28 ] |